# ABU TV Song Festival 2017
La sesta edizione dell'ABU TV Song Festival si è svolta il 1º novembre 2017 presso il S1 SRT Studio di Chengdu, in Cina.

## Organizzazione
L'Asia-Pacific Broadcasting Union (ABU) ha confermato che la sesta edizione dell'ABU TV Song Festival si sarebbe tenuta a Chengdu. Si tratta della prima edizione della competizione a svolgersi in Cina.
Sri Lanka e Tunisia hanno annunciato che non avrebbero partecipato nonostante avessero preso parte all'edizione precedente, mentre la Malaysia è tornata in competizione dopo non avervi partecipato per alcuni anni ed il Turkmenistan e lo Zambia hanno annunciato la loro prima partecipazione all'evento.
Inizialmente prevista per il 25 ottobre 2017, la gara è stata poi posticipata al 1º novembre dello stesso anno.

## Paesi / Regioni partecipanti
| #  | Stato         | Artista                 | Canzone                                          | Lingua     |
| -- | ------------- | ----------------------- | ------------------------------------------------ | ---------- |
| 1  | Macao         | Catalyser               | Midnight is the Time for God                     | Mandarino  |
| 2  | Afghanistan   | Ghulam Mahiuddin Farukh | Qarsak                                           | Arabo      |
| 3  | India         | Shri Kailash Kher       | Beloved (Saiyaan) & Crazy For You (Teri Deewani) | Hindi      |
| 4  | Zambia        | Hezron Ngosa            | Zaninge                                          |            |
| 5  | Vietnam       | Lương Nguyệt Ánh        | Hồ trên núi                                      | Vietnamita |
| 6  | Indonesia     | Januarisman             | Blue Night                                       |            |
| 7  | Corea del Sud | MAMAMOO                 | Yes, I Am                                        | Coreano    |
| 8  | Cina          | Yisa Yu                 | Tea                                              | Mandarino  |
| 9  | Turkmenistan  | Sohbet Kasimov          | With You                                         | Turkmeno   |
| 10 | Hong Kong     | Alvin Ng                | How Can I Do                                     | Cantonese  |
| 11 | Kazakistan    | Gazret Yerzhanov        | Yapurai                                          | Kazako     |
| 12 | Giappone      | LiSA                    | Catch The Moment                                 | Giapponese |
| 13 | Maldive       | Mohamed Thasneem        | A Tourists View                                  | Maldiviano |
| 14 | Malaysia      | Syameel                 | Lebih Sempurna                                   | Malay      |